# Polska na Zimowym Olimpijskim Festiwalu Młodzieży Europy 2022

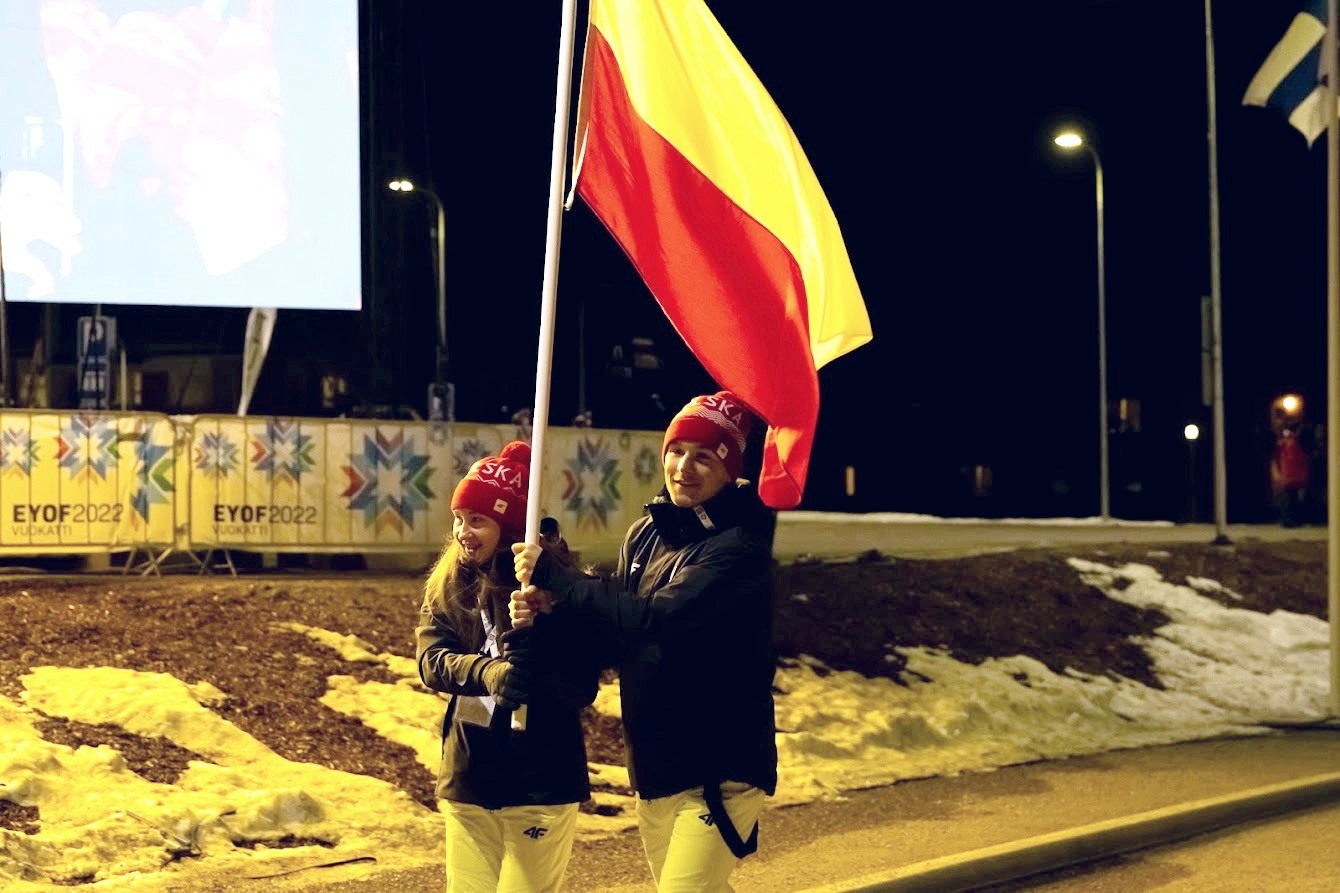
Chorąży reprezentacji Polski, Daria Szkurat i Konrad Badacz podczas ceremonii otwarcia EYOF 2022

Polskę na Zimowym Olimpijskim Festiwalu Młodzieży Europy 2022 reprezentowało 40 zawodników, którzy wystąpili w ośmiu dyscyplinach. Udział wzięło 46 europejskich Narodowych Komitetów Olimpijskich reprezentowanych przez około 1600 zawodników rywalizujących w 9 sportach. Jednak do udziału nie dopuszczono sportowców z Rosji i Białorusi.
W piątek 18 marca 2022 roku odbyła się uroczystość odebrania oficjalnych aktów powołania do reprezentacji. Zostało też złożone przyrzeczenie o godnym reprezentowania kraju, które przeczytała w imieniu sportowców biathlonistka, Anna Nędza-Kubiniec, a jako przedstawiciel trenerów i kierownictwa ekipy – Wojciech Marusarz. Uroczystość odbyła się wspólnie z ukraińską reprezentacją.
Ceremonia otwarcia odbyła się 20 marca 2022 przy hali sportowej Vuokatti Areena, miała oficjalny charakter i odbyła się zgodnie z ceremoniałem olimpijskim. Już na początku zaprezentowały się wszystkie uczestniczące w Festiwalu reprezentacje narodowe. Polskimi chorążymi podczas defilady byli: biegaczka narciarska Daria Szkurat i biathlonista Konrad Badacz. Skoczkowie narciarscy i kombinatorzy norwescy oglądali transmisję z ceremonii w Ośrodku Przygotowań Olimpijskich i Paraolimpijskich w Pajulahti. Tam mieści się druga, mniejsza wioska olimpijska tej imprezy.
We wtorek 22 marca o mały włos a Polska cieszyłaby się pierwszym medalem - Konrad Badacz w biathlonowym sprincie na 7,5 km zajął 4. miejsce ze stratą dwóch sekund do brązowego i srebrnego medalu.
Środa była już dla reprezentacji Polski dniem medalowym - Jan Habdas wywalczył srebrny medal w konkursie indywidualnym rozegranym na skoczni K-90 w Lahti. Habdas skakał najdalej w konkursie, oddał skoki na odległość 96 i 95 metrów, jednak niższe noty za styl sprawiły, że to Austriak Jonas Schuster cieszył się z triumfu. Podium uzupełnił reprezentant Niemiec Ben Bayer, który do zwycięzcy stracił 15,5 pkt.
Następnego dnia (24 marca) dorobek reprezentacji Polski zwiększył się o dwa srebrne medale: Konrad Badacz w biegu indywidualnym na 12,5 km oraz drużyna skoczków narciarskich w składzie: Jan Habdas, Marcin Wróbel, Klemens Joniak, Tymoteusz Amilkiewicz.
Ostatniego dnia zmagań polscy reprezentanci zdobyli dwa brązowe krążki: w biathlonie w sztafecie mieszanej 4 x 6 km w składzie: Anna Nędza-Kubiniec, Barbara Skrobiszewska, Fabian Suchodolski, Konrad Badacz oraz w short tracku w sztafecie mieszanej 3000 w składzie: Agnieszka Bogdanowicz, Karolina Parczewska, Oskar Kurowski, Adam Muchlado.

## Medaliści[6]
| Medal     | Zawodnik                                                                   | Dyscyplina        | Konkurencja                  | Data     |
| --------- | -------------------------------------------------------------------------- | ----------------- | ---------------------------- | -------- |
| Medal EOC | Jan Habdas                                                                 | Skoki narciarskie | Skocznia normalna            | 23 marca |
| Medal EOC | Konrad Badacz                                                              | Biathlon          | Bieg indywidualny 12,5 km    | 24 marca |
| Medal EOC | Jan Habdas Marcin Wróbel Klemens Joniak Tymoteusz Amilkiewicz              | Skoki narciarskie | Drużynowo, skocznia normalna | 24 marca |
| Medal EOC | Anna Nędza-Kubiniec Barbara Skrobiszewska Fabian Suchodolski Konrad Badacz | Biathlon          | Sztafeta mieszana 4 x 6 km   | 25 marca |
| Medal EOC | Agnieszka Bogdanowicz Karolina Parczewska Oskar Kurowski Adam Muchlado     | Short track       | Sztafeta mieszana 3000 m     | 25 marca |

## Reprezentacja
Skład reprezentacji Polski na olimpijskim festiwalu młodzieży Europy liczył 40 zawodników. Wspierało ich 39 trenerów wraz z serwismenami oraz misja medyczna i olimpijska. Szefem Polskiej Misji Olimpijskiej była łyżwiarka Luiza Złotkowska.
| Dyscyplina            | Kobiety | Mężczyźni | Razem |
| --------------------- | ------- | --------- | ----- |
| Biathlon              | 4       | 4         | 8     |
| Biegi narciarskie     | 4       | 4         | 8     |
| Kombinacja norweska   | 1       | 4         | 5     |
| Łyżwiarstwo figurowe  | 1       | 1         | 2     |
| Narciarstwo alpejskie | 2       | 4         | 6     |
| Short track           | 2       | 2         | 4     |
| Skoki narciarskie     | 0       | 4         | 4     |
| Snowboard             | 0       | 3         | 3     |
| Razem                 | 14      | 26        | 40    |

| Zawodnik               | Dyscyplina            | Płeć |
| ---------------------- | --------------------- | ---- |
| Tymoteusz Amilkiewicz  | Skoki narciarskie     | M    |
| Konrad Badacz          | Biathlon              | M    |
| Karolina Białas        | Łyżwiarstwo figurowe  | K    |
| Agnieszka Bogdanowicz  | Short track           | K    |
| Kacper Brzóska         | Biathlon              | M    |
| Błażej Budz            | Narciarstwo alpejskie | M    |
| Oliwia Buśko           | Biegi narciarskie     | K    |
| Piotr Jarecki          | Biegi narciarskie     | M    |
| Klemens Joniak         | Skoki narciarskie     | M    |
| Adrian Kiełbasa        | Biegi narciarskie     | M    |
| Emil Koper             | Biegi narciarskie     | M    |
| Miłosz Krzempek        | Kombinacja norweska   | M    |
| Bartłomiej Kuchta      | Kombinacja norweska   | M    |
| Oskar Kurowski         | Short track           | M    |
| Patrycja Florek        | Narciarstwo alpejskie | K    |
| Zuzanna Fujak          | Biegi narciarskie     | K    |
| Łukasz Gazurek         | Biegi narciarskie     | M    |
| Franciszek Gołębiowski | Snowboard             | M    |
| Jan Habdas             | Skoki narciarskie     | M    |
| Dominka Leśniara       | Biathlon              | K    |
| Jakub Lofek            | Łyżwiarstwo figurowe  | M    |
| Franciszek Lubiński    | Snowboard             | M    |
| Kinga Mareczek         | Biegi narciarskie     | K    |
| Hubert Matusik         | Biathlon              | M    |
| Grzegorz Mitręga       | Kombinacja norweska   | M    |
| Adam Muchlado          | Short track           | M    |
| Anna Nędza-Kubiniec    | Biathlon              | K    |
| Krzysztof Owczarek     | Snowboard             | M    |
| Karolina Parczewska    | Short track           | K    |
| Barbara Skrobiszewska  | Biathlon              | K    |
| Piotr Szeląg           | Narciarstwo alpejskie | M    |
| Daria Szkurat          | Biegi narciarskie     | K    |
| Natalia Słowik         | Kombinacja norweska   | K    |
| Fabian Suchodolski     | Biathlon              | M    |
| Igor Szymański         | Narciarstwo alpejskie | M    |
| Andrzej Waliczek       | Kombinacja norweska   | M    |
| Marcin Wróbel          | Skoki narciarskie     | M    |
| Szymon Zarzycki        | Narciarstwo alpejskie | M    |
| Emilia Zasadna         | Biathlon              | K    |
| Emilia Żółtek          | Narciarstwo alpejskie | K    |